# 皱果薹草
皱果薹草（学名：Carex dispalata）为莎草科薹草属的植物。分布于日本、朝鲜以及中国大陆的浙江、吉林、辽宁、河北、陕西、安徽、内蒙古、山西、江苏等地，生长于海拔500米至2,900米的地区，多生长在潮湿地、沟边或沼泽地，目前尚未由人工引种栽培。

## 异名
- Carex dispalata Boott ex A. Gray ssp. laxiflorans T. Koyama